# La Grandiosa Bertita
La Grandiosa Bertita es una fonda chilena que se instala durante las Fiestas Patrias en el Parque O'Higgins de Santiago de Chile. Su importancia radica en que durante 7 años (2000, 2002, 2004, 2005, 2006, 2011 y 2012) fue elegida para dar inicio a las ramadas de la ciudad, en una ceremonia donde asisten autoridades como el presidente de Chile y el alcalde de la comuna de Santiago, otorgándole el título de "fonda oficial del Parque O'Higgins".
Esta fonda, propiedad de Berta Brito —de ahí su nombre— y de su esposo, Luis Villarroel, funciona aproximadamente desde 1958, y desde 1979 se instala en el parque O'Higgins, lo que la convierte en una de las fondas más antiguas de Santiago, ganando de este modo un gran prestigio a nivel nacional. El único año en que no funcionó fue en 1973, por el golpe de Estado del 11 de septiembre. El éxito de esta fonda le permitió a su propietaria iniciar una serie de proyectos paralelos, como un restaurante en la feria Lo Valledor.
Durante la inauguración de la fonda el 15 de septiembre de 2006 se reanudó la tradición de que el Presidente de Chile baile la cueca —que según la prensa estaba congelada desde el Gobierno de Gabriel González Videla— cuando la presidenta Michelle Bachelet ejecutó el baile con el alcalde de Santiago, Raúl Alcaíno.
Entre 2007 y 2010 la fonda de "La Grandiosa Bertita" no fue elegida como fonda oficial, ya que la licitación iniciada por la Municipalidad de Santiago fue ganada por la fonda "Iorana", la que se ha alzado como una de sus principales rivales. El año 2011 recuperó la licitación, siendo inaugurada por el presidente Sebastián Piñera.
En el año 2013, la "Grandiosa Bertita" no pudo llevar a cabo la fonda en el Parque O´Higgins. Ello no fue impedimento para que siguiera la tradición fondera. Esta vez, en el Parque El Trapiche, en la comuna de Peñaflor.  